# 还剑鳖
黎利鳖通称还剑鳖，是一种分类地位存在争议的鳖，生活在越南河内的还剑湖。自2000以来一些越南学者提出，世界上残存的几只斑鳖（Rafetus swinhoei）中，栖居于还剑湖者与其他斑鳖不同，将其划为还剑鳖这一独立物种，但因研究方法存在问题而未得到学界的认可。国际上大部分学者认为还剑鳖是一个无效种，并将其归为斑鳖的同物异名。
据越南媒体报道，已知的最后一只还剑鳖被当地人亲切地称为“鳖祖”，2016年1月19日该鳖被发现死亡，在越南全国引起震动。若还剑鳖是与斑鳖不同的物种，这意味着还剑鳖可能已经灭绝。

## 分类争议
国际上大部分权威龟鳖类专家认为，还剑鳖是斑鳖的异名，与斑鳖为同一物种。2000年越南生物学家何廷德首先提出还剑鳖是一个不同于斑鳖的新物种，将其命名为 （黎利鳖），种名源于越南后黎朝开国皇帝黎利向神鳖归还宝剑的传说。2010年越南学者黎陈平等人也在论文中指出，还剑鳖与斑鳖在形态学和遗传学上都有所不同，并将其重命名为 （越南鳖）。然而，匈牙利爬行动物学家 Farkas 等人在2011年重申了他们2003年的结论，认为样本之间的差异可能是由于年龄的不同，并指出黎陈平等人未充分描述他们的 DNA 测序方法，也未将样本的基因序列提交到 GenBank，还批评黎陈平等人以“适当性”为由，擅自更改物种學名的种加词，违反了《国际动物命名法规》。
2011年4月，一只受伤的还剑鳖被救援和清洗过后，越南学者对其进行基因检测，结果显示这是一只雌鳖，并有别于越南和中國现存的斑鳖。然而，研究结果并未正式公布，也未在同行评审的研究文章中发表，一些人对研究结果持怀疑态度。
何廷德猜想还剑鳖可能来自越南清化省，黎利建立后黎朝时将牠们带到了昇龍（今河内市）放生於还剑湖中。近年来，何廷德等学者在越南的安沛、富寿、和平等地发现了巨型鳖类的骨架。

## 相关传说
在越南的民间传说中，还剑鳖与后黎朝开国君主黎利有着一段渊源。相传越南爆发蓝山起义前夕，一名渔夫在昇龍的水军湖撒网捕鱼时捞得一个古剑的剑身，上刻“顺天”二字，渔夫将它送给了当时的义军领袖黎利，随后黎利又得到了一个与之相配的剑柄，于是组装成了一把顺天剑。在抗明十年战争中，黎利一直将此剑带在身边，最终击败明朝军队，建立了后黎朝。不久后的一天，黎利来到水军湖乘御舟游玩，湖面浮出一只巨鼋（一说为金龟）朝他游来，黎利用箭射去，未能射中，于是抽出顺天剑指向巨鼋，结果却被巨鼋叼走此剑沉入水下。黎利认为，这是巨鼋在抗明战争之际赐给他这把神剑，以帮助他战胜敌军，而当天下恢复太平后，巨鼋似乎有意收回神剑。越南人传言这是巨鼋取走神剑以备日后再授予抗敌之人。基于此事，黎利决定将水军湖改名为“还剑湖”，意指归还神剑的地方，而还剑鳖这一神秘物种则被认为是传说中取回神剑的巨鼋（或金龟）。
|  |  |  |